# Sabine Goetschy-Kleinhenz
Pour les articles homonymes, voir Goetschy.
Sabine Goetschy-Kleinhenz (née le 8 juin 1962 à Eltville) est une kayakiste française pratiquant la course en ligne et la descente.

## Palmarès

### Jeux olympiques
- 1996 à Atlanta
  - 9e en K2 500 m
- 1992 à Barcelone
  - 6e en K1 500 m

### Championnats du monde de course en ligne
- 1991 à Paris
  -  Médaille de bronze en K2 5 000 mètres avec Bernadette Brégeon

### Championnats du monde de descente
- 1993 à Mezzana
  -  Médaille d'or en K1 classique par équipe
  -  Médaille de bronze en K1 classique
- 1991 à Bovec
  -  Médaille d'or en K1 classique par équipe
  -  Médaille d'argent en K1 classique
- 1989 à Savage River
  -  Médaille d'or en K1 classique
  -  Médaille d'or en K1 classique par équipe